# Peugeot Typ 66
Der Peugeot Typ 66 ist ein frühes Automodell des französischen Automobilherstellers Peugeot, von dem 1904 im Werk Lille 20 Exemplare produziert wurden.
Die Fahrzeuge besaßen einen Vierzylinder-Viertaktmotor, der vorne angeordnet war und über Kette die Hinterräder antrieb. Der Motor leistete aus 4974 cm³ Hubraum 25 PS.
Bei einem Radstand von 270 cm betrug die Spurbreite 140 cm. Die Karosserieform Limousine bot Platz für vier Personen.